# Kenneth McMillan (actor)
Kenneth McMillan (2 de julio de 1932 - 8 de enero de 1989) fue un actor estadounidense. McMillan solía interpretar a personajes bruscos, hostiles y poco amistosos debido a su imagen tosca. Sin embargo, a veces lo eligieron para algunos papeles cómicos más ligeros que resaltaron su lado más amable. Quizás fue más conocido como Jack Doyle en Rhoda (1977-1978), y como Baron Harkonnen en Dune de David Lynch .

## Biografía
McMillan nació en Brooklyn, Nueva York, hijo de Margaret y Harry McMillan, camionero. Asistió a la Escuela Secundaria de Música y Arte y Artes Escénicas Fiorello H. LaGuardia. Antes de convertirse en actor, McMillan trabajó en los grandes almacenes Gimbels primero como vendedor, luego como gerente de sección y luego como superintendente de piso que administraba tres pisos. A los 30 años, McMillan decidió seguir una carrera como actor y tomó lecciones de actuación de Uta Hagen e Irene Dailey. Estaba casado con Kathryn McDonald (20 de junio de 1969 - 8 de enero de 1989) (su muerte) con quien tuvo una hija, la actriz Alison McMillan.
McMillan murió de una enfermedad hepática a los 56 años.

### Carrera
McMillan hizo su debut cinematográfico a los 41 años con un pequeño papel en el drama policial Serpico de Sidney Lumet . El actor interpretó a un comandante municipal en The Taking of Pelham One Two Three, pero a menudo interpretó personajes como un sheriff cobarde de un pueblo pequeño en la miniserie de televisión Salem's Lot de Tobe Hooper de 1979, un agente de la ley similar en el filme de Burt Reynolds de 1987 Malone, el amargado padre parapléjico de William Hurt en Eyewitness, un astuto ladrón de cajas fuertes en The Pope of Greenwich Village , y un jefe de bomberos racista en Ragtime que es memorablemente regañado por el comisionado de policía de la ciudad de Nueva York, James Cagney . En 1985, interpretó al nuevo comisionado de policía de esta ciudad en el drama policial de televisión de corta duración Our Family Honor . 
También era experto en comedia, actuando como gerente de un club de béisbol en Blue Skies Again, el corrupto padre capitán de la guardia de seguridad de Meg Ryan en Armed and Dangerous y un veterinario senil chiflado en Three Fugitives .
McMillan tuvo un papel recurrente en 1977-1978 como el iracundo jefe de Valerie Harper, Jack Doyle, en la comedia de televisión Rhoda . Entre los programas de televisión en los que McMillan participó como invitado se encuentran Dark Shadows , Ryan's Hope, como teniente del distrito 53 en Kojak, Starsky & Hutch, The Rockford Files, Moonlighting, Lou Grant, Magnum, PI y Murder, She Wrote .
Interpretó al grotescamente obeso y alegremente psicótico barón Vladimir Harkonnen en Dune, al patético padre borracho de Aidan Quinn en Reckless y a Cressner, un sórdido apostador en The Ledge, un segmento de la antología de terror Cat's Eye. Sin embargo, a veces consiguió el papel del villano, interpretando al compañero detective de Robert Duvall en True Confessions y un juez que debe decidir si Richard Dreyfuss tiene derecho a morir en Whose Life Is It Anyway? .
Fuera de sus créditos de cine y televisión, McMillan también actuó con frecuencia en el escenario del Festival de Shakespeare de Nueva York . Actuó en las producciones originales de Broadway de Streamers y American Buffalo . Ganó un Obie por su actuación en la obra Off-Broadway Weekends Like Other People .

## Filmografía
- Serpico (1973) – Charlie (uncredited)
- The Taking of Pelham One Two Three (1974) – Harry – Borough Commander
- The Stepford Wives (1975) – Market Manager
- Dog Day Afternoon (1975) – Commissioner (uncredited)
- A Death in Canaan (1978) – Sgt. Tim Scully
- Girlfriends (1978) – Cabbie
- Bloodbrothers (1978) – Mikey Banion
- Oliver's Story (1978) – Jamie Francis
- Chilly Scenes of Winter (1979) – Pete
- Salem's Lot (1979) – Constable Parkins Gillespie
- Hide in Plain Sight (1980) – Sam Marzetta
- Little Miss Marker (1980) – Brannigan
- Carny (1980) – Heavy St. John
- Borderline (1980) – Malcolm Wallace
- Eyewitness (1981) – Mr. Deever
- True Confessions (1981) – Frank Crotty
- Ragtime (1981) – Willie Conklin
- Whose Life Is It Anyway? (1981) – Judge Wyler
- Heartbeeps (1981) – Max
- Partners (1982) – Chief Wilkins
- In the Custody of Strangers (1982; TV) – Albert C. Caruso
- The Clairvoyant (1982) – Detective Cullum
- Blue Skies Again (1983) – Dirk
- Packin' It In – Howard Estep
- Reckless (1984) – John Rourke Sr
- The Pope of Greenwich Village (1984) – Barney
- Amadeus (1984; 2002 Director's Cut only) – Michael Schlumberg (2002 Director's Cut)
- Dune (1984) – Baron Vladimir Harkonnen
- Protocol (1984) – Senator Norris
- Cat's Eye (1985) – Cressner
- Runaway Train (1985) – Eddie MacDonald
- Armed and Dangerous (1986) – Captain Clarence O'Connell
- Malone (1987) – Hawkins
- Three Fugitives (1989) – Horvath